# Хроват, Тоне
Тоне Хроват (словен. Tone Hrovat, родился 27 мая 1958) — словенский политик. Председатель Государственного совета Республики Словения с 1997 по 2002 годы, член Государственного совета с 2017 года.
В период, когда находился на посту председателя Государственного совета, являлся членом Словенской народной партии. В 2001—2002 годах занимал пост председателя Ассоциации европейских сенатов (АЕС). Будучи на этом посту выступил одним из инициаторов вступления в Ассоциацию российского Совета Федерации. В июне 2002 года на заседании членов АЕС, проходившем в Любляне, Совет Федерации Федерального собрания Российской Федерации вошел в состав состав этой ассоциации.
По образованию агроном. До избрания председателем Государственного совета руководил сельскохозяйственной школой в городе Ново Место. В ноябре 2002 года проиграл выборы и вернулся на прежнее место работы (в настоящее время возглавляемая им сельскохозяйственная школа носит имя «ГРМ Ново Место — центр биотехнологии и туризма»). В 2017 году избран членом Государственного совета. Является членом комиссий: по культуре, науке, образованию и спорту; и по сельскому хозяйству, пищевой промышленности и лесному хозяйству.